# Rezoluce Rady bezpečnosti OSN č. 794
Rezoluce Rady bezpečnosti OSN č. 794 (S/RES/794) přijatá jednomyslně 3. prosince 1992 autorizovala vyslání ozbrojených mezinárodních jednotek do Somálska (Unified Task Force, UNITAF), za účelem vytvoření „bezpečného prostředí“, které by umožnilo bezpečnou dopravu humanitární pomoci k tamní civilní populaci. Rezoluce potvrzovala platnost dříve schválených rezolucí č. 733, 746, 751, 767 a 775 (schválených postupně během roku 1992). Rada vyjádřila vážné znepokojení nad zhoršující se situací v Somálsku a shodla se, že „rozsah humanitární tragédie vyvolané konfliktem v Somálsku, vystupňovaný navíc překážkami, kterým čelí distribuce humanitární pomoci, představuje ohrožení mezinárodního míru a bezpečnosti“.
Rada znovu odsoudila porušování mezinárodního humanitárního práva a požadovala od všech zúčastněných stran zastavení nepřátelství a spolupráci se zvlaštním zmocněncem generálního tajemníka OSN a vojenskými jednotkami UNITAF, především umožnění přístupu vojenskému personálu a humanitárním organizacím k postiženému obyvatelstvu. Také bylo schváleno navýšení personálu operujícího v rámci mise AMISOM II (schválené rezolucí č. 775) na 3 500 osob.
Rezoluce dále připomínala generálnímu tajemníkovi, že akce mají být podnikány v souladu s kapitolou VII Charty OSN a vítala nabídky členských států týkající se organizace operace a zformování příslušného vojenského kontingentu (UNITAF). Rada příslušnou operaci autorizovala a ustanovila "ad hoc" komisi, složenou ze zástupců členských států Rady bezpečnosti, která měla vypracovávat zprávy o jejím průběhu.
Jednaje v souladu s kapitolami VII a VIII Charty OSN, rada naléhavě vyzvala státy a organizace, aby zajistily dodržování embarga na dovoz zbraní do Somálska (vyhlášeného rezolucí č. 733). Rezoluce končila požadavkem, aby státy participující v UNITAF podávaly pravidelná hlášení radě o dosažených pokrocích, aby mohlo být připravováno předání organizace operací zpět mírovým jednotkám UNOSOM II.
Již několik dní po schválení rezoluce, 9. prosince 1992, dorazily do Mogadišu první jednotky UNITAF. Jednalo se o první rezoluci, která autorizovala použití síly v souladu s kapitolou VII Charty OSN za účelem zajištění distribuce humanitární pomoci (zde blokované místními warlordy).